# Leistung (Nachrichtentechnik)
Leistung ist in der Verkehrstheorie der Nachrichtentechnik der Verkehrswert, den eine Anlage maximal verarbeiten kann. Sie darf nicht mit der elektrischen Leistung, die eine Anlage verbraucht oder der von einer Sendeanlage abgestrahlten Leistung verwechselt werden.
Übersteigt das Angebot die Leistung, wird in einem Verlustsystem der übersteigende Teil als Restverkehr abgewiesen. In einem Wartesystem tritt der Blockierungsfall ein und das Angebot kann nach einer mittleren Wartedauer verarbeitet werden. 
Die Einheit der Leistung ist das Erlang (Erl).